# Campagne de Nuku Hiva
Guerre anglo-américaine de 1812
Batailles
m
Batailles navales :
- Océan Atlantique

- USS Essex et HMS Alert (en)
- USS Constitution et HMS Guerriere (en)
- HMS Frolic et USS Wasp (en)
- USS United States et HMS Macedonian
- USS Constitution et HMS Java
- USS Hornet et HMS Peacock (en)
- Bataille de la rivière Rappahannock (en)
- HMS Shannon et USS Chesapeake
- Capture du HMS Dominica (en)
- USS Argus et HMS Pelican
- HMS Boxer et USS Enterprise (en)
- Capture de l'USS Frolic
- HMS Epervier et USS Peacock (en)
- USS Wasp et HMS Reindeer (en)
- USS Wasp et HMS Avon (en)
- Bataille de Fayal (en)
- Capture de l'USS President (en)
- HMS Cyane, HMS Levant et USS Constitution (en)
- HMS Penguin et USS Hornet (en)
- Nautilus et USS Peacock (en)

- Côte est des États-Unis

- Baie de la Chesapeake (en)
- Alexandria (en)
- Baltimore
- Hampden (en)
- Fort Peter

- Grands Lacs/Fleuve Saint-Laurent

- Lac Ontario (en)
- Sackets Harbor (1re) (en)
- York
- Fort George (en)
- Sackets Harbor (2e) (en)
- Lac Érié
- Fort Oswego (en)
- Lac Huron (en)
- Lac Champlain

- Caraïbes/Golfe du Mexique

- La Guaira (en)
- Fort Bowyer (1re)
- 13 décembre 1814 (en)
- Lac Borgne
- La Nouvelle-Orléans
- Fort St. Philip
- Fort Bowyer (2e)

- Océan Pacifique

- James Island (en)
- Charles Island (en)
- Nuku Hiva
- Valparaiso (en)

La campagne de Nuku Hiva est un conflit armé entre des forces armées des États-Unis et les habitants polynésiens de Nuku Hiva pendant la guerre anglo-américaine de 1812. Le conflit se déroule en 1813, à la suite de la décision du capitaine David Porter de mouiller sa flotte de navires dans l'archipel des Marquises pour y effectuer des réparations, avant de continuer sa guerre de course contre les navires britanniques. Dès leur arrivée, les Américains sont impliqués dans une guerre tribale et s'allient aux clans de la province de Te I'i contre les clans Hapaa et Tai Pi.

## Contexte

### Guerre anglo-américaine
Dans le cadre de la guerre opposant les jeunes États-Unis d'Amérique à l'Empire britannique, débutée en 1812, le capitaine David Porter, commandant l'Essex, une frégate de 32 canons lancée en 1799, s'est déjà illustré dans l'Atlantique Nord en capturant dix navires ennemis. L’Essex descend ensuite dans l’Atlantique sud, où il doit rencontrer la USS Constitution (2) de William Bainbridge et le Hornet au large des côtes du Brésil. Mais la rencontre n’a pas lieu, ces derniers ayant rencontré une résistance ennemie, et Porter décide alors de sa propre initiative de contourner le cap Horn et de naviguer dans le Pacifique. Les Britanniques ne disposent pas dans cet océan de moyens suffisants pour assurer une surveillance effective et protéger leur flotte de commerce et leurs baleiniers. Pour pallier ce manque, nombre d'entre eux ont reçu des lettres de marque qui les autorisent à attaquer les baleiniers américains, ce qui a quasiment détruit cette industrie. Porter se propose donc d'effectuer une campagne de corsaire à l'encontre de ces navires, en harcelant l'industrie baleinière britannique au large de l'Amérique du Sud et autour des îles Galápagos. Début mars l’Essex franchit le cap Horn et devient le premier navire de guerre américain à naviguer dans le Pacifique.

### Opérations dans le Pacifique
Après le passage difficile du cap, l’Essex arrive le 14 mars 1813 à Valparaiso, au Chili, non sans avoir pris deux goélettes anglaises en cours de route. Dans les cinq mois qui suivent, Porter prend treize navires, dont l’Atlantic, qu’il garde auprès de lui et rebaptise l’Essex Junior. L’impact sur l’industrie baleinière britannique est important ; Porter chiffre les dommages infligés à deux millions et demi de dollars américains.
Pendant des mois, les Américains croisent dans les mers du Sud et capturent plusieurs baleiniers britanniques, plus un baleinier américain précédemment capturé, qu'ils intègrent à la marine des États-Unis. En octobre 1813, l'Essex a sérieusement besoin de réparations et Porter décide de se diriger vers Nuku Hiva, une île des Marquises, craignant qu'une escadre britannique ne le trouve s'il choisit de se réfugier dans un port d'Amérique du Sud.
La flotte qui arrive aux Marquises comprend l'USS Essex et le baleinier américain libéré le Barclay, ainsi que neuf baleiniers britanniques capturés : le Seringapatam (22 canons), le Greenwich (10 canons), le Montezuma (18 canons), l'Essex Junior (16 canons), le Sir Andrew Hammond (12 canons), l'Hector (11 canons), le Charlton (10 canons), le Catherine et le New Zealander, tous deux de huit canons.
Au total, le capitaine Porter dispose d'un peu plus de 200 officiers et marins, accompagnés d'un petit détachement d'une vingtaine de marines au maximum, sous le commandement du lieutenant John M. Gamble. L'un des marins est le jeune aspirant David Farragut, fils d'un ami de Porter, qui deviendra plus tard le premier amiral de la marine américaine. De plus, de nombreux prisonniers des navires ennemis capturés se sont portés volontaires pour servir.

## Intervention

### Fondation de Madisonville
Porter arrive au large de Nuku Hiva le 25 octobre 1813, et baptise l'île Madison's Island en l'honneur du président américain James Madison. Il commence alors à préparer l'établissement de la première base navale américaine dans le Pacifique, ainsi que d'une petite colonie, nommée Madisonville, pour loger les marins.
Le petit Fort Madison, doté de quatre canons, est également construit sur une colline au nord-est de la baie de Taiohae, que Porter renomme Massachusetts Bay. Le 19 novembre, une cérémonie officielle de lever de drapeau a lieu, une salve de dix-sept coups de canon est tirée, et un message est enterré dans le sol pour que les futurs Européens le trouvent, s'ils tentaient de coloniser l'île après le départ de Porter et de ses hommes. La déclaration stipule que les Te I'i sont des sujets des États-Unis et que ces derniers ont officiellement revendiqué l'île, dont Porter espère qu'elle deviendra une importante base navale. Pendant ce temps, les marins ont également gratté la coque en cuivre de l'Essex et utilisé de la fumée pour chasser plus de 1 000 rats qui se cachaient dans ses structures.
Les Américains décrivent les guerriers indigènes comme étant de grande taille et de couleur cuivrée, avec des tatouages sur tout le corps. Ils portent des pagnes et certains des capes faites d'écorce d'arbre ; les guerriers arborent également des u'u - de grandes massues de bois - ou des lances. Les femmes sont vêtues de la même manière que les hommes et sont amicales avec les marins. On découvre qu'un Anglais nommé Wilson vit sur l'île depuis de nombreuses années. Il sert d'interprète entre les Américains et les chefs Marquisiens.

### Expédition de Downes

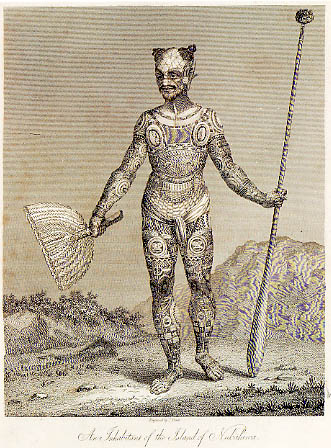
Un guerrier de Nuku Hiva par Wilhelm Gottlieb Tilesius von Tilenau, 1813

À l'époque, Nuku Hiva est habitée par de nombreuses tribus, dont les villages sont séparés par des crêtes montagneuses hautes de plusieurs centaines de mètres. La zone autour de Taiohae, avec Madisonville, est contrôlée par le chef Kiatonui des Te I'i. En échange des droits de construction de la base, Kiatonui exige que les Américains deviennent ses alliés et l'aident à mener la guerre contre le clan des Hapaa.
Alors que la majorité des Américains construisent encore leur campement, le lieutenant John Downes, John Gamble et une section de quarante marines reçoivent l'ordre de se rendre dans une redoute située à l'intérieur des terres, en altitude.
La principale difficulté de cette expédition a consisté à transporter un canon à roues de 6 livres. L'étonnement des aborigènes face aux armes à feu avait déjà été noté lors de leur débarquement sur l'île. Plusieurs centaines de guerriers Te I'i accompagnent l'expédition, qui quitte la côte la première semaine de novembre.
Après avoir traversé la jungle, Downes et ses hommes trouvent l'endroit occupé par 3 000 à 4 000 ennemis. Les Te I'i et leurs alliés américains attaquent. Au cours du combat, une pierre frappe Downes à l'estomac, le blessant. Un marin est blessé d'un coup de lance dans le cou, mais il semble avoir survécu. Le lieutenant Gamble est repéré par un guerrier Hapaa de forte corpulence, qui le charge avec un u'u. Tirant son épée mamelouke, Gamble empêche la massue de l'assommer, tandis qu'un autre marine, le voyant se débattre, braque son mousquet sur la tête du guerrier Hapaa. Le coup de feu, tiré à seulement un pied de distance, faillit décapiter celui-ci.
L'assaut est un succès, et Downes rapporte que ses hommes ont tué cinq ennemis et que les Te I'i ont massacré les blessés à coups de massue. Il se dit également très surpris que ses alliés ne mangent pas les morts, mais qu'ils utilisent leurs os pour fabriquer des colliers et des manches d'éventail. Les jours suivants, les chefs des Hapaa arrivent sur la côte pour conclure un accord de paix. L'une des conditions exige que les Hapaa se battent aux côtés des Te I'i et des Américains lors d'une autre opération contre les Tai Pi.

### Expédition de Porter
Peu de temps après cet affrontement, les Tai Pi déclarent la guerre aux Te I'i, aux Hapaa et aux Américains.
C'est ainsi qu'à lieu l'un des débarquements amphibies les plus importants de l'histoire des opérations américaines dans le Pacifique au cours des années 1800. Alors qu'il n'y avait pas la moindre opposition, la flotte du capitaine Porter, accompagnée d'environ 5 000 guerriers alliés, répartis dans au moins 200 pirogues de guerre, attaque la côte tenue par les Tai Pi. Trente-six officiers et hommes, équipés d'un canon, commandés personnellement par Porter, mènent ensuite une expédition jusqu'à une forteresse aux murs de plus de deux mètres de haut. Une bataille s'engage lorsque les Tai Pis tendent une embuscade à la colonne dans la jungle près du fort.
Porter écrit : « Nous pénétrâmes dans les buissons et, à chaque instant, nous fûmes assaillis par des lances et des pierres provenant de différentes parties de l'embuscade. Nous pouvions entendre le claquement des frondes, le sifflement des pierres, et les lances passaient près de nous en frémissant, mais nous ne pouvions pas percevoir de qui elles provenaient. » Des escarmouches éclatent et l'expédition continue à avancer, rencontrant une résistance de plus en plus forte au fur et à mesure qu'elle progresse.
La colonne finit par atteindre le fort, où s'engage une bataille rangée qui durera des heures. Les Te I'is et les Hapaa font le plus gros du travail d'attaque tandis que les Américains éliminent les guerriers ennemis avec leurs mousquets ; le canon est dirigé vers les fortifications. Un sergent des marines informe le lieutenant Gamble et le capitaine Porter de la situation désespérée dans laquelle ils se trouvent. Les soldats de son escouade n'ont plus que trois ou quatre cartouches de munitions. Gamble et quatre hommes sont autorisés à retourner sur la plage pour se réapprovisionner, mais à leur arrivée, la situation avec leurs alliés indigènes s'est détériorée[réf. nécessaire].
Des milliers de Tai Pis occupent la position fortement défendue et parviennent à repousser les attaques des clans ennemis. Vers la fin de l'engagement, les Te I'is et les Hapaas s'enfuient, laissant les trente-six Américains se débrouiller seuls. Le capitaine Porter demande au lieutenant Gamble d'ordonner à ses marines de couvrir la retraite jusqu'à la plage. Gamble positionne ses hommes à l'orée d'un buisson pour une dernière salve décisive afin de s'assurer qu'une forte force ennemie ne les poursuive pas. Durant l'opération, un des américains est tué et deux autres sont blessés. L'une des victimes est le lieutenant Downes, qui souffre d'une grave fracture de la jambe. « Nous sommes retournés à la plage très fatigués et harassés par les marches et les combats. », déclarera Porter, qui reprend ensuite la mer pour Madisonville.

### Bataille de la vallée de Taïpi

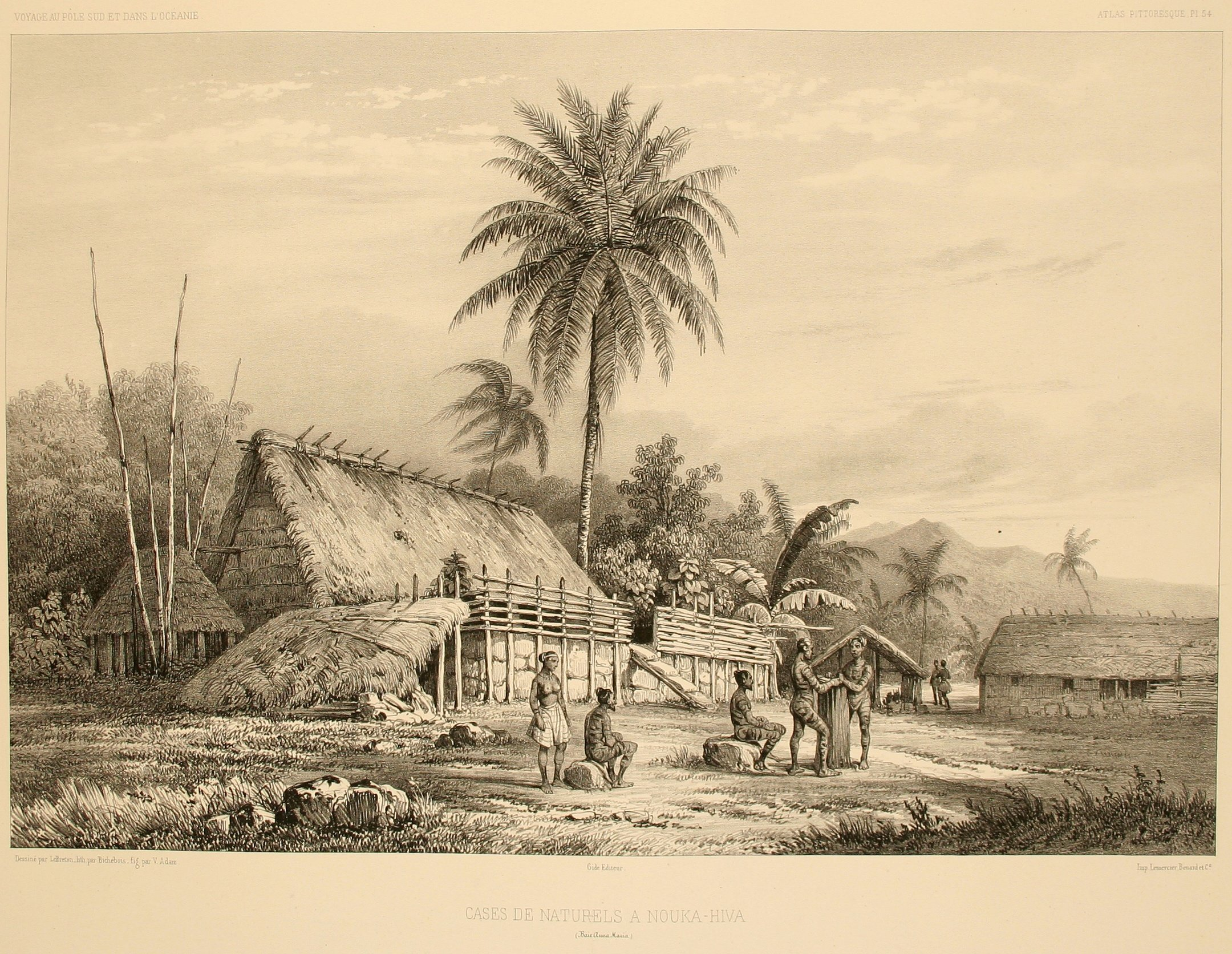
Une lithographie de 1846 de Nuka Hiva.

Lorsque la nouvelle de la défaite de Porter se répand, les guerriers Te I'i et Hapaa commencent à se retourner contre les Américains, ce qui leur fait craindre que Madisonville soit envahie et que ses habitants soient massacrés. Porter écrit : « Je n'avais plus d'autre choix que de prouver notre supériorité par une attaque réussie contre les Taïpis. ». Porter conduit alors la plupart de ses hommes dans une seconde mission en territoire ennemi jusqu'à la vallée de Taïpi, cette fois-ci par voie terrestre et avec l'aide limitée des Te I'i.
La vallée, qui s'étend sur quinze kilomètres de long sur cinq de large, est le cœur des Tai Pi, où se trouvent leurs villages et où ils récoltent des noix de coco et des fruits à pain. En faisant un détour pour éviter le fort solidement défendu près de la côte, Porter peut lancer une attaque surprise et utiliser le terrain et ses armes plus performantes à son avantage. Pendant une nuit, la colonne progresse jusqu'au sommet d'une crête surplombant la vallée, mais comme les Américains sont épuisés par cette longue marche, Porter décide d'attendre le lendemain matin pour passer à l'attaque. Le jour suivant est pluvieux et venteux selon les rapports, et l'humidité a temporairement altéré la poudre à canon. L'expédition passe donc une autre journée à se reposer et à attendre que la poudre sèche.
Finalement, le 30 novembre, l'expédition lance son attaque et, peu après, les Américains et les Te I'is tombent dans une nouvelle embuscade qu'ils combattent. Le capitaine Porter envoie ensuite aux chefs Tai Pi un message leur enjoignant de cesser immédiatement les hostilités, faute de quoi leurs villages seront brûlés. Porter attend un certain temps et, lorsqu'il devient évident que le message a été ignoré, l'avancée se poursuit. Les forces américaines et les Te I'is finissent par l'emporter lorsque la nuit arrive et que l'ennemi se retire. Il n'y a pas eu de pertes américaines.
Porter affirmera n'avoir pris aucun plaisir à conquérir un « peuple heureux et héroïque » et décrira les suites de la bataille comme « une scène de désolation et d'horreur ». Le capitaine écrira également qu'il a laissé derrière lui une « ligne de ruines fumantes » lorsqu'il a entamé la marche de retour vers Madisonville. Les émissaires de Tai Pi n'étaient pas loin derrière et apportèrent aux Américains d'« innombrables » porcs en guise d'offrande de paix. Un magazine britannique déclarera plus tard que Porter s'est rendu coupable d'« Assassiner sans raison des sauvages innocents », ce à quoi le capitaine Porter répondra :
« Beaucoup peuvent censurer ma conduite en la qualifiant de dévergondée et d'injuste... Mais qu'ils réfléchissent à notre situation particulière : une poignée d'hommes résidant au milieu de nombreuses tribus guerrières, susceptibles à tout moment d'être attaquées par elles et d'être toutes éliminées ; notre seul espoir de sécurité était de les convaincre de notre grande supériorité sur elles et, d'après ce que nous avons déjà vu, nous devions soit les attaquer, soit être attaqués... Les guerres ne sont pas toujours justes et sont rarement exemptes d'excès - ma conscience m'acquitte de toute injustice, et aucun excès n'a été commis, si ce n'est ce que les Tai pi avaient le pouvoir d'arrêter en cessant les hostilités. ».

### Départ de Porter
Le 9 décembre 1813, l'USS Essex est réparé et prêt à appareiller. Les marins ne sont pas ravis de quitter leurs compagnes marquisiennes et Porter doit réprimer une mutinerie en déclarant qu'il « mettra immédiatement une allumette dans le chargeur et les fera tous exploser pour l'éternité ».
Un ancien marin de la Royal Navy, Robert White, est traduit devant Porter, accusé d'avoir, par ses propos, incité à la mutinerie sur l'Essex Junior. White nie les accusations, confirmées par d'autres marins, ce qui exaspère Porter. Porter dégaine alors son épée, le visage devenu rouge, et crie : « Cours, canaille ! Sauve-qui-peut ! » White s'enfuit, saute par-dessus bord et nage jusqu'à un canot voisin.
Les 250 membres d'équipage restants demeurent loyaux, et l'Essex appareille le 9 décembre 1813 pour poursuivre ses raids contre les navires britanniques. La majeure partie de la flotte part avec lui.

### Mutinerie duSeringapatam
À ce moment, il reste dans la baie de Taiohae le Sir Andrew Hammond, le Seringapatam et le Greenwich, avec le lieutenant John Gamble, deux aspirants, dix-neuf marins et six prisonniers. Certains de ces marins et tous les prisonniers étant des ressortissants britanniques.
La situation reste calme jusqu'à ce que, le 7 mai 1814, les marins britanniques de la garnison se mutinent. Ils libèrent d'abord les six prisonniers, puis attaquent le Fort Madison avant de s'emparer du Seringapatam et de s'enfuir. Gamble, blessé au pied, est laissé à la dérive dans une petite embarcation avec quatre autres personnes, mais ils finissent par rejoindre le Sir Andrew Hammond. Pendant ce temps, Wilson, l'anglais trouvé sur l'île et qui sert d'interprète depuis le début de la campagne, sème le trouble chez les Te I'i en leur annonçant que Porter ne reviendra pas.

### Attaque finale des Marquisiens
Deux jours plus tard, le 9 mai, six marins américains sont attaqués sur la plage par les Te I'i ; un aspirant de seize ans est tué ainsi que quatre marins, tandis que deux autres s'échappent, dont l'un est blessé. Pendant ce temps, Gamble est seul sur son navire, se remettant de sa blessure au pied, lorsque deux canoës de guerre s'approchent pour attaquer. Les canons du navire étant préchargés, Gamble, seul, boite d'un canon à l'autre, tirant aussi vite que possible, jusqu'à ce que l'ennemi se replie.
Le lendemain matin, il donne l'ordre d'évacuer Madisonville, car il ne reste que huit hommes à terre, tous blessés ou malades. C'est ainsi que prend fin l'existence de la première base navale et colonie américaine dans l'océan Pacifique. Le capitaine Porter ne reviendra jamais sur l'île, car il sera capturé par les Britanniques lors de la bataille de Valparaiso, le 28 mars 1814.

## Suites de la campagne
Les mutins naviguent sur le Seringapatam jusqu'à la Nouvelle-Galles du Sud. De là, il est ramené en Grande-Bretagne et rendu à ses propriétaires contre paiement d'une indemnité de sauvetage.
Le Cherub et le Phoebe rattrapent l'Essex et l'Essex Junior à Valparaiso. Finalement, le Phoebe engage l'Essex dans la bataille. Les Britanniques parviennent à capturer Porter et les deux navires américains.
Avant de quitter Nuku Hiva, Gamble met le feu au Greenwich. Avec sept hommes (dont quatre inaptes au service), il parcourt ensuite 4 000 km à bord du Sir Andrew Hammond avant de rencontrer le HMS Cherub. Finalement, en 1815, Gamble réussit à rentrer aux États-Unis.
Le 28 août 1814, une flottille de la Royal Navy avec le Briton jette l'ancre au large de Nuku Hiva. Ils découvrent que Porter a construit Fort Madison et une maison sur l'île, que les Marquisiens ont détruite après le départ de son navire. Avant son départ, Thomas Staines, avec le « consentement » des tribus locales, à l'exception des « Typees » de la vallée de Tai Pi, prend possession de Nuku Hiva au nom de la Couronne britannique.

### Versions originales
1. ↑  « We entered the bushes, and at every instant assailed by spears and stones, which came from different parties in the ambuscade. We could hear the snapping of the slings, the whistling of the stones, and the spears came quivering by us, but we could not percieve [sic] from whom they came. »
2. ↑  « We returned to the beach much fatigued and harassed with marching and fighting. »
3. ↑  « I had now no alternative, but to prove our superiority by a successful attack upon the Typees. »
4. ↑  « Many may censure my conduct as wanton and unjust... But let such reflect on our peculiar situation--a handful of men residing among numerous war-like tribes, liable every moment to be attacked by them and all cut off; our only hopes on safety was in convincing them of our great superiority over them and from what we have already seen, we must either attack them or be attacked... Wars are not always just, and are rarely free from excesses--my conscience acquits me of any injustice, and no excesses were committed but what the Typees had in their power to stop by ceasing hostilities. »
5. ↑  « Run you scoundrel! Run for your life! »